# 國立頭城高級家事商業職業學校
國立頭城高級家事商業職業學校是一所位於台灣宜蘭縣頭城鎮的國立技術型高級中等學校，簡稱為頭城家商。

## 校史
創立1946年，於1968年臺灣實施九年國民義務教育開始後，高中部升格為省立頭城高級中學，並於現址購得校地三甲六分，同年五月五日破土興工。

### 縣立初中時期
1945年時頭城地方人士積極爭取興辦學校，於1946年6月正式籌備並奉准成立台北縣立頭城初中，該年8月招收學生的三班，計150人，9月初正式上課，首任校長為盧纘祥先生。

### 省立中學時期
由董寶鏡先生擔任首任校長，1968年起實施九年國民教育，高中部升格為省立頭城高級中學，於現址購得校地三甲六分，同年五月五日破土興工。1978年8月，制訂校徽、校歌及校訓。1979年增設綜合家政科。1982年增設進修補習學校及成立托兒所。1983年綜合家政科停招改設幼兒保育科。1985年增設服裝科。

### 省立高職時期
1988年學校校名更改為「臺灣省立頭城高級家事商業職業學校」。1991年增設美容科招收新生二班。興建教師單身宿舍。1994年設特教實驗班（美容科），興建行政大樓。1995年制訂科旗、班旗，著手研擬學校中期發展計劃，充實行政大樓設備，規劃興建綜合大樓，改建校門、司令台及勤毅樓。1998年8月調設資料處理科一班、綜合高中三班。引導學校漸進轉型為綜合高中，

### 國立高職時期
2000年02月，改制為國立頭城高級家事商業職業學校。2002年2月，張添洲先生接任第八任校長。2002年8月服裝科暫停招生，改調整綜合高中一班。2005年8月調整綜合高中一班改為餐飲管理科一班，新增實用技能班女裝科一班。2014年8月調整綜合高中一班，新增流行服飾科一班。

### 歷任校長
| 任次 | 姓名   | 性別 | 任職期間                   | 備註                                 |
| ---- | ------ | ---- | -------------------------- | ------------------------------------ |
| 1    | 董寶鏡 | 男   | 1968.7~1978.7              |                                      |
| 2    | 傅清順 | 男   | 1978.8~1981.7              |                                      |
| 3    | 朱宏遠 | 男   | 1981.8~1987.7              |                                      |
| 4    | 陳憲生 | 男   | 1987.8~1993.7              |                                      |
| 5    | 林蓮珠 | 女   | 1993.8~1995.1              |                                      |
| 6    | 王誠隆 | 男   | 1995年2月1日~1998年1月31日 |                                      |
| 7    | 楊瑞明 | 男   | 1998年2月1日-2002年1月31日 |                                      |
| 8    | 張添洲 | 男   | 2002年2月1日-2006年1月31日 | 2017年8月1日退休轉任私立光啟高中校長 |
| 9    | 劉永水 | 男   | 2006年2月1日-2010年1月31日 |                                      |
| 10   | 詹光弘 | 男   | 2010年8月1日-2018年7月31日 |                                      |
| 11   | 陳琨義 | 男   | 2018年8月1日-2022年7月31日 |                                      |

## 校訓及校徽

### 校訓
誠：忠實不虛偽，心志專一無雜念。
樸：純真不浮華，樸拙真儉約成器。
勤：盡力不厭怠，業精於勤勤有功。
毅：堅忍不動搖，天行健自強不息。

### 校徽
頭商校徽以倒三角型為主，底色為深藍色，上方國立為黃字。中間城的形狀為淺藍色，頭城家商四字於城牆邊為黃字。運動服校徽為銀白色為主。

## 行政與教學

### 班級
- 113學年度班級

| 日間部 | 普通科（新設科別;取代綜合高中） | 商業經營科                                          |
| 日間部 | 幼兒保育科                      | 美容科                                              |
| 日間部 | 餐飲管理科（增設為兩班）        | 流行服飾科                                          |
| 日間部 | 表演藝術科                      | 實用技能學程 （旅遊事務科、美髮技術科、餐飲技術科） |
| 日間部 | 觀光事業科（增設科別）          | 資料處理科                                          |

## 外部連結
- 國立頭城家商網站（页面存档备份，存于）（繁體中文）
- 國立頭城家商校友會網站 （页面存档备份，存于）（繁體中文）